# L'arrivo di Wang
L'arrivo di Wang è un film del 2011 diretto dai Manetti Bros., con Ennio Fantastichini e Francesca Cuttica.

## Trama
L'interprete di cinese Gaia Aloisi viene assunta d'urgenza per un lavoro a Roma in un luogo sotterraneo e nascosto da un uomo misterioso: Curti.
Giunta sul posto viene condotta in una stanza buia per tradurre le parole di un individuo chiamato Wang che parla esclusivamente cinese. Dopo le prime domande la stranezza della conversazione e l'oscurità la rendono nervosa; insiste quindi di accendere la luce e, dopo qualche resistenza, Curti accetta. Accese le luci, si accorge che il misterioso individuo che parla cinese è in realtà un alieno grigio, goffo e provvisto di tentacoli.
Una volta accettata l'idea, il dialogo, che assume la forma di un interrogatorio, prosegue. Curti insiste nel voler sapere le intenzioni di Wang, il motivo per cui è sulla Terra, le sue azioni svolte dal suo arrivo qualche settimana prima e soprattutto la natura di un piccolo oggetto precedentemente in suo possesso. Wang continua a sostenere di essere venuto in pace per avere uno scambio culturale tra le specie e di essersi semplicemente nascosto una volta capito che gli umani gli erano ostili; Curti, invece, si innervosisce non credendogli e lo minaccia. Gaia percepisce che l'alieno è sincero e anzi sta soffrendo, così nella traduzione tenta di mediare facendo però infuriare Curti. Ad un certo punto l'uomo convoca una terza persona, Falco, per poter torturare Wang con degli impulsi elettrici affinché possa raccontargli una versione dei fatti che lo convinca.
Gaia con un trucco riesce a fuggire dalla cella dell'interrogatorio ma nel mentre suona l'allarme e parte della base viene evacuata. Commossa, anziché fuggire, decide di liberare Wang e portarlo con sé. Wang recupera così l'oggetto sottrattogli dagli uomini di Curti. Una volta fuggiti dalla base, però, Gaia scopre che Roma è stata attaccata e semidistutta da numerosi dischi volanti. L'alieno dietro di lei la deride dandole della cretina e usa l'oggetto per attivare uno scudo che stava costruendo (capace di distruggere i mezzi bellici degli umani), mentre un'enorme flotta di astronavi si sta avvicinando alla Terra.

## Produzione
Il film è stato girato a Roma e in altri luoghi d'Italia.

## Distribuzione
Presentato alla Mostra d'arte cinematografica di Venezia 2011 nella sezione competitiva "Controcampo", il film è stato distribuito in Italia dal 9 marzo 2012.

## Premi e riconoscimenti
È stato premiato al festival Science Plus Fiction di Trieste nel novembre 2011 e selezionato al FrightFest Glasgow 2012.  Il film è stato inoltre candidato al premio Méliès d'oro 2012.
La Palantir Digital Media è stata candidata al Premio David di Donatello 2012 per gli effetti visivi e ha vinto il premio Santa Marinella Film Festival 2012 e il Best Visual Effects al Trani Film Festival 2012. Il film ha vinto inoltre il Premio UK - Italy Creative Industries Award – Best Innovative Budget, un premio collaterale della 68ª Mostra internazionale d'arte cinematografica di Venezia.